# Anomala dussumieri
Anomala dussumieri är en skalbaggsart som beskrevs av Blanchard 1851. Anomala dussumieri ingår i släktet Anomala och familjen Rutelidae. Inga underarter finns listade i Catalogue of Life.